# Автошлях Т 1019
Автошлях Т 1019 — автомобільний шлях територіального значення в Київській області. Проходить територією Вишгородського, Бучанського та Фастівського районів. Загальна довжина — 65,7 км.
Проходить через населені пункти Феневичі, Соснівка, Красний Ріг, Шибене, Берестянка, Бородянка, Дружня, Андріївка, Липівка, Макарів, Фасівочка, Калинівка, Фасова, Людвинівка, Вітрівка, Пашківка, Бишів.